# Please Stay (Kylie Minogue)
Please Stay è un singolo della cantante australiana Kylie Minogue, pubblicato l'11 dicembre 2000 come quarto estratto dal settimo album in studio Light Years.
La canzone è stata scritta da Kylie Minogue, John Themis, Richard Stannard, Julian Gallagher e prodotta dagli ultimi due.

## Tracce
CD single 1
1. Please Stay – 4:08
2. Santa Baby – 3:23
3. Good Life – 4:06

CD single 2
1. Please Stay – 4:08
2. Please Stay (7th District Club Flava Mix) – 6:33
3. Please Stay (Hatiras Dreamy Dub) – 7:02
4. Please Stay (Music video)

European CD single 1
1. Please Stay – 4:08
2. Santa Baby – 3:23
3. Good Life – 4:06
4. Please Stay (Music video)

European CD single two
1. Please Stay – 4:08
2. Santa Baby – 3:23
3. Please Stay (Music video)